# Giro del Lussemburgo 1970
Il Giro del Lussemburgo 1970, trentaquattresima edizione della corsa, si svolse dall'11 al 15 giugno su un percorso di 748 km ripartiti in 5 tappe (la terza suddivisa in due semitappe) più un cronoprologo, con partenza e arrivo a Lussemburgo. Fu vinto dal lussemburghese Edy Schütz della Molteni, al suo terzo successo in questa competizione, davanti al belga Georges Pintens e all'olandese René Pijnen.

## Tappe
| Tappa  | Data      | Percorso                                      | km    | Vincitore di tappa  | Leader cl. generale |
| ------ | --------- | --------------------------------------------- | ----- | ------------------- | ------------------- |
| Prol.  | 11 giugno | Lussemburgo > Lussemburgo (cron. individuale) | 9     | Michele Dancelli    |                     |
| 1ª     | 12 giugno | Lussemburgo > Bettembourg                     | 190,3 | Frans Verbeeck      |                     |
| 2ª     | 13 giugno | Bettembourg > Esch-sur-Alzette                | 139,2 | Harm Ottenbros      |                     |
| 3ª-1ª  | 14 giugno | Esch-sur-Alzette > Wiltz                      | 107   | Marino Basso        |                     |
| 3ª-2ª  | 14 giugno | Wiltz > Diekirch                              | 142,8 | Willy Planckaert    |                     |
| 4ª     | 15 giugno | Diekirch > Diekirch (cron. individuale)       | 23    | Englebert Opdebeeck |                     |
| 5ª     | 15 giugno | Diekirch > Lussemburgo                        | 136,9 | Georges Pintens     | Edy Schütz          |
| Totale | Totale    | Totale                                        | 748   |                     |                     |

## Dettagli delle tappe

### Prologo
- 11 giugno: Lussemburgo > Lussemburgo (cron. individuale) – 9 km

| Pos. | Corridore         | Squadra | Tempo  |
| ---- | ----------------- | ------- | ------ |
| 1    | Michele Dancelli  | Molteni | 11'44" |
| 2    | Marino Basso      | Molteni | a 3"   |
| 3    | Gabriele Gazzetta |         | a 8"   |

| Pos. | Corridore | Squadra | Tempo |
| ---- | --------- | ------- | ----- |

### 1ª tappa
- 12 giugno: Lussemburgo > Bettembourg – 190,3 km

| Pos. | Corridore       | Squadra      | Tempo    |
| ---- | --------------- | ------------ | -------- |
| 1    | Frans Verbeeck  | Geens-Watney | 4h40'41" |
| 2    | René Pijnen     | Willem II    | s.t.     |
| 3    | Georges Pintens | Mann-Grundig | s.t.     |

| Pos. | Corridore | Squadra | Tempo |
| ---- | --------- | ------- | ----- |

### 2ª tappa
- 13 giugno: Bettembourg > Esch-sur-Alzette – 139,2 km

| Pos. | Corridore      | Squadra   | Tempo    |
| ---- | -------------- | --------- | -------- |
| 1    | Harm Ottenbros | Willem II | 4h58'59" |
| 2    | Franco Mori    | Molteni   | s.t.     |
| 3    | Leif Mortensen | Bic       | s.t.     |

| Pos. | Corridore | Squadra | Tempo |
| ---- | --------- | ------- | ----- |

### 3ª tappa - 1ª semitappa
- 14 giugno: Esch-sur-Alzette > Wiltz – 107 km

| Pos. | Corridore      | Squadra      | Tempo    |
| ---- | -------------- | ------------ | -------- |
| 1    | Marino Basso   | Molteni      | 2h59'05" |
| 2    | Fons De Bal    | Geens-Watney | s.t.     |
| 3    | Frans Verbeeck | Geens-Watney | s.t.     |

| Pos. | Corridore | Squadra | Tempo |
| ---- | --------- | ------- | ----- |

### 3ª tappa - 2ª semitappa
- 14 giugno: Wiltz > Diekirch – 142,8 km

| Pos. | Corridore        | Squadra      | Tempo    |
| ---- | ---------------- | ------------ | -------- |
| 1    | Willy Planckaert | Geens-Watney | 4h17'11" |
| 2    | Carlo Chiappano  | Molteni      | s.t.     |
| 3    | Franco Mori      | Molteni      | s.t.     |

| Pos. | Corridore | Squadra | Tempo |
| ---- | --------- | ------- | ----- |

### 4ª tappa
- 15 giugno: Diekirch > Diekirch (cron. individuale) – 23 km

| Pos. | Corridore            | Squadra      | Tempo    |
| ---- | -------------------- | ------------ | -------- |
| 1    | Englebert Opdebeeck  | Geens-Watney | 3h20'47" |
| 2    | Jos De Schoenmaecker | Mann-Grundig | s.t.     |
| 3    | Andrés Gandarias     | KAS          | a 7"     |

| Pos. | Corridore | Squadra | Tempo |
| ---- | --------- | ------- | ----- |

### 5ª tappa
- 15 giugno: Diekirch > Lussemburgo – 136,9 km

| Pos. | Corridore       | Squadra      | Tempo  |
| ---- | --------------- | ------------ | ------ |
| 1    | Georges Pintens | Mann-Grundig | 32'35" |
| 2    | Edy Schütz      | Molteni      | a 36"  |
| 3    | René Pijnen     | Willem II    | a 40"  |

| Pos. | Corridore       | Squadra      | Tempo     |
| ---- | --------------- | ------------ | --------- |
| 1    | Edy Schütz      | Molteni      | 20h58'32" |
| 2    | Georges Pintens | Mann-Grundig | a 53"     |
| 3    | René Pijnen     | Willem II    | a 1'51"   |

## Classifiche finali

### Classifica generale
| Pos. | Corridore            | Squadra              | Tempo     |
| ---- | -------------------- | -------------------- | --------- |
| 1    | Edy Schütz           | Molteni              | 20h58'32" |
| 2    | Georges Pintens      | Mann-Grundig         | a 53"     |
| 3    | René Pijnen          | Willem II-Gazelle    | a 1'51"   |
| 4    | Joop Zoetemelk       | Flandria-Mars        | a 2'37"   |
| 5    | Frans Verbeeck       | Geens-Watney         | a 2'47"   |
| 6    | Leif Mortensen       | Bic                  | a 3'53"   |
| 7    | Mogens Frey          | Frimatic-de Gribaldy | a 5'03"   |
| 8    | Daniel Van Ryckeghem | Mann-Grundig         | a 7'14"   |
| 9    | Roger Gilson         |                      | a 7'25"   |
| 10   | Johny Schleck        | Bic                  | a 7'42"   |